# 小松快造
小松 快造（こまつ かいぞう）は、日本の政治家。静岡県富士宮市議会議長。

## 概要
政党・政治団体には所属していないが、議会内の最大会派、富岳会に所属している。常任委員会には、環境厚生委員会に所属している。

## 政策・主張

### 富士宮市北部地域の家畜の糞尿の問題について
再生可能エネルギーとして、捉え方の最優先課題として捉えていきたい。

### 地域循環共生圏
- 地域循環共生圏の考えを市民の皆様に知っていただき、子や孫の世代に誇れる富士宮市を残していきたい。

※地域循環共生圏
各地域が美しい自然景観等の地域資源を最大限活用しながら、自立・分散型の社会を形成しつつ、地域の特性に応じて資源を補完し支え合うことにより、地域の活力が最大限発揮されるという考え方。

### 市民と市の協力
市民と市の協力と参画が、少子高齢化問題や地域活性化の解決に必要であると考えている。

### 議会の役割
常任委員会の中で、市の課題を洗い出し、深く議論をすることが大切。

### 若年層の政治参加
特に若い人たちに、市のこと、議会のことに関心を持っていただきたい。

### 市議会
- 倫理特別委員会の設置
- 透明性のある議会運営
- 定数削減議会提案の議論
- 市当局との連携強化

### その他
- 小中学校での危機管理指導
- コロナ禍の子供への心理的影響への配慮
- これからの農業の活性化(重要課題として設定)
- ゼロカーボンシティ化推進

## 関連ページ
- 富士宮市議会
- 須藤秀忠